# 元玄
元玄（5世紀—？），字彦道，河南郡洛阳县（今河南省洛阳市东）人，追尊魏昭成帝拓跋什翼犍的后裔，散骑常侍、征南将军、殿中尚书元昭之子，北魏宗室、官员。

## 生平
元玄以节俭而闻名，在魏孝庄帝元子攸时期担任洛阳县县令。魏节闵帝元恭即位后，元玄上表请求安葬魏孝庄帝，当时的舆论称赞他，后担任尚书左丞。魏孝武帝元修即位后，以孙腾为左仆射，孙腾是高欢的心腹，带着兵器进入尚书省，元玄依照法律纠举弹劾他，当时的人都为元玄担心，魏孝武帝看重元玄的刚强正直，封他为临淄县子。元玄后跟随魏孝武帝西入关中，被封为陈郡王，位仪同三司，加开府，后官至七兵尚书。大统三年（537年）秋，独孤信回到长安，他认为自己的行为有损国家的威望，上书请求治罪。西魏文帝元宝炬交尚书省讨论。七兵尚书、陈郡王元玄等人商议说：“边将督军，恭行天罚；军队被歼而至大败，国法不会放过。荆州刺史独孤如愿，身当重任，远袭襄宛，斩杀敌军主帅辛纂，传首京师，论功应当赏赐。可惜，功绩未能善始善终，迅即沦落于他国，违背了朝廷的期望。然而，孤军数千，并无后援，贼众我寡，实难自保。皇恩已降，不应再绳之以法。从前，秦国宽恕孟明视，汉朝赦免李广利。后来都能改过立功，名垂青史。拿今天来比拟古人，也有成规可循。臣等商议，请陛下赦免独孤如愿的罪过，恢复原来的职务。”西魏文帝诏令独孤信转任骠骑大将军，加侍中、开府，之前使持节、仪同三司、浮阳郡公的官爵全部如故。元玄去世后，谥号平。

## 家庭

### 兄弟
- 元刚，西魏渔阳章公